# Herbert Anger

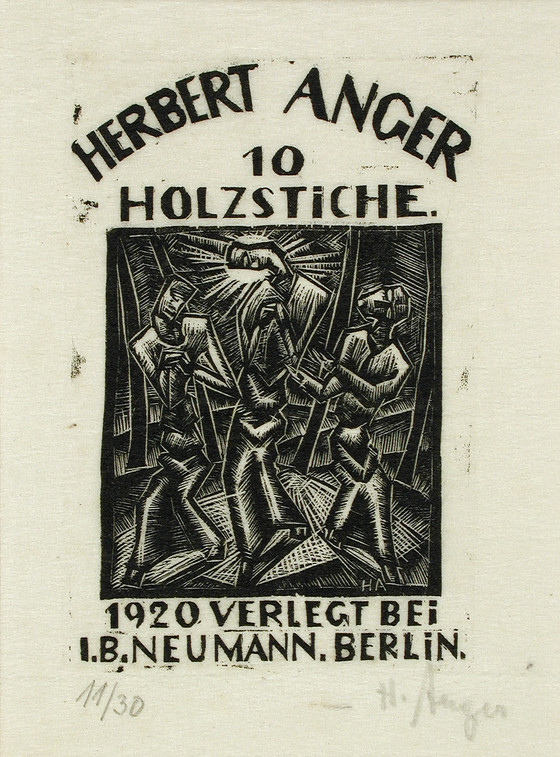
Zehn Holzstiche

Herbert Hermann Karl Anger (* 24. November 1892 in Gifhorn; † 28. April 1945 in Berlin) war ein deutscher Grafiker, Illustrator, Karikaturist und Holzschneider.
Ab etwa 1917 war er Mitarbeiter der expressionistischen Zeitschrift „Die Aktion“. Er arbeitete dann auch für die sozialdemokratischen Satireblätter wie z. B. "Der wahre Jacob", und „Lachen links“ (von 1924 bis 1927).
1920 gab er eine Mappe mit zehn Holzschnitten bei I. B. Neumann in Berlin heraus.
Karikaturen Angers wurden 1969 in Berlin auf der „Karikaturen-Ausstellung zum 20. Jahrestag der DDR. Karikatur als Waffe“ gezeigt.

## Weitere Werke
Kirche und Häuser (Holzstich, um 1920; im Bestand der Berlinischen Galerie)